# 3632 Grachevka
3632 Grachevka (1976 SJ4) là một tiểu hành tinh vành đai chính được phát hiện ngày 24 tháng 9 năm 1976 bởi Chernykh, N. ở Nauchnyj.